# Courchevel
Koordinaten: 45° 24′ 54″ N, 6° 38′ 2″ O

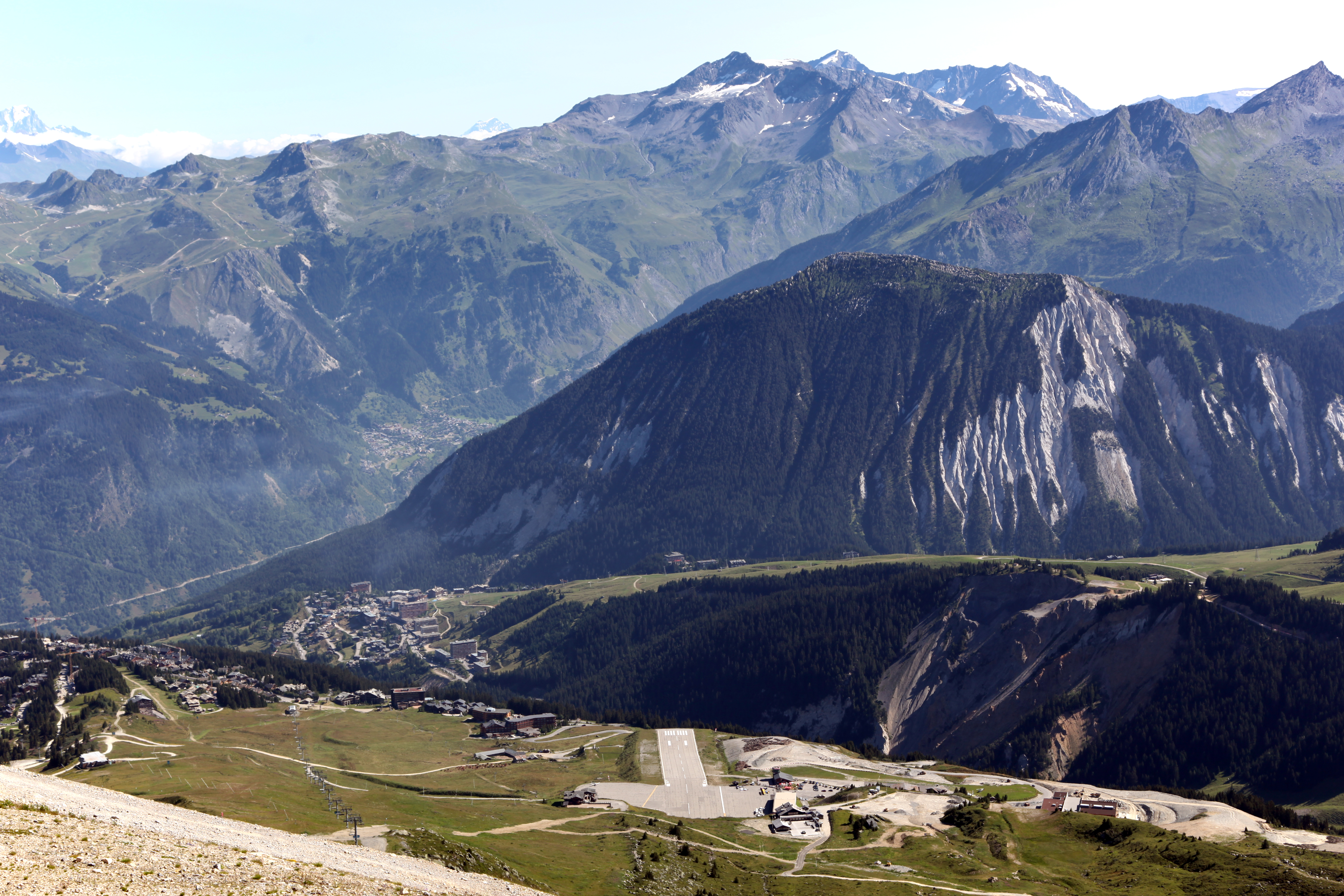
Der Altiport Courchevel

Courchevel ist der Name eines Wintersportgebiets im Département Savoie in den französischen Alpen. Es bildet zusammen mit Méribel, Les Menuires und Val Thorens das Skigebiet Trois Vallées.
Courchevel besteht aus drei Ortsteilen, die ursprünglich nach ihrer Höhenlage benannt waren und 2011 neue Namen erhielten: Courchevel 1550 (seit 2011: Courchevel Village), Courchevel 1650 (seit 2011: Courchevel Moriond) und Courchevel 1850 (seit 2011: Courchevel).

## Flugplatz
Südlich der höchsten Bebauung befindet sich in einer Höhe von 2007 m (6584 Fuß) der Flugplatz Courchevel (Altiport, ICAO-Code LFLJ) mit 537 m (1762 Fuß) kurzer Start- und Landebahn. Zu dem für Altiports nicht ungewöhnlichen Gefälle ist die Rollbahn vertikal geknickt und hat am steileren Stück eine Steigung von 18,66 Prozent. Gelandet wird bergauf, gestartet bergab, und zwar jeweils über einen Abgrund.

## Sportveranstaltungen

### Skisprung-Grand-Prix
Die Schanzenanlage Tremplin du Praz in Courchevel ist traditionell Austragungsort des Sommer-Grand-Prix im Skispringen.

### Ski alpin
Courchevel ist Austragungsort diverser Skirennen. Gemeinsam mit Méribel war Courchevel Austragungsort der Alpinen Skiweltmeisterschaften 2023.

### Tour de France
Im Rahmen der Tour de France war Courchevel dreimal Etappenziel und bei der Folgeetappe jeweils wieder Startort. 1997 gewann Richard Virenque, 2000 Marco Pantani, 2005 Alejandro Valverde und 2023 Felix Gall.
Der Anstieg der ersten Kategorie beginnt in La Perrière und führt auf einer Länge von 21,8 Kilometern mit 1264 Höhenmetern zum Ziel auf einer Höhe auf 2004 Metern über dem Meer, was einer Durchschnittssteigung von 6,3 Prozent entspricht.

## Trivia
Der deutsche Rennfahrer Michael Schumacher besitzt ein Chalet in Courchevel, auf dem er seine Winterurlaube verbrachte. Er verunglückte am 29. Dezember 2013 im nahegelegenen Skigebiet von Méribel lebensgefährlich.
Im Computerspiel Tom Clancy’s Rainbow Six Siege (veröffentlicht 2015) spielt die Karte „Chalet“ auf einem namensgebenden Wochenendsitz in den winterlichen Bergen von Courchevel.
Hauptdrehort des Spielfilms Der Meisterdieb und seine Schätze (2017) ist Courchevel.